# Don't Threaten Me with a Good Time
«Don't Threaten Me with a Good Time» es una canción de la banda de rock Panic! at the Disco lanzada el 31 de diciembre de 2015 como el segundo sencillo promocional de su quinto álbum de estudio Death of a Bachelor. La canción contiene el riff de guitarra utilizado en la canción «Rock Lobster» de la banda de new wave The B-52's. además de estar presente en la banda sonora del videojuego NBA 2K18.

## Trasfondo
"Don't Threaten Me with a Good Time" fue anunciada en víspera de año nuevo, el 31 de diciembre de 2015 a través de la cuenta oficial de Twitter perteneciente a Panic! at the Disco. El vídeo del audio oficial de la canción fue subido a la cuenta oficial de YouTube de Fueled By Ramen el mismo día de su estreno al público. el video musical oficial fue subido a la misma cuenta el día 10 de mayo. A noviembre de 2023, el vídeo ha sobrepasado las 62 millones de vistas.

## Vídeo musical
Dirigido por Tim Hendrix, el vídeo sigue un estilo de perspectiva en primera persona. muestra a una mujer en el espejo maquillándose y preparándose para salir, luego por medio de su celular, solicita un viaje en Uber y este la lleva a un club nocturno. Ahí conoce a Brendon, quien falla al coquetear con ella por primera vez, pero los dos terminan bailando y bebiendo. Al instante, durante la línea "what are these footprints?/They don't look very human-like," la pierna de la joven chica se convierte en un largo tentáculo, pero la chica golpea a este y se convierte de nuevo en una pierna humana. Brendon se asusta y trata de alejarse de ella, pero ella lo convence de que esta alucinando haciéndolo beber más hasta el punto en el que Brendon es casi incapaz de caminar, y la mujer solicita de nuevo el Uber. Cuando llegan a la casa de la chica, ella empieza a desvestir violentamente a Brendon mientras ella también lo hace y lo lanza a su cama. Inmediatamente la sombra de la chica se convierte en un monstruo con tentáculos que empieza a perseguir a un desnudo Brendon por toda la casa. Brendon esta acorralado en la cocina y trata de lanzarle una lámpara pero la criatura atrapa la lámpara y la lanza contra Brendon dejándolo inconsciente, La criatura termina tomando a Brendon de los pies, jalándolo hacia la cama, donde extiende a Brendon en el aire con sus tentáculos y con otro lo atraviesa a la altura del estómago, para después lanzarlo por la ventana de la habitación (la vista desde la habitación hacia el suelo mirando el cuerpo de Brendon en el suelo es utilizada como portada del sencillo). La criatura entonces toma el cuerpo de Brendon y lo devora para después amanecer en la cama. Cuando la criatura despierta, corre y vomita en un bote de basura el cráneo de Brendon y parte de lo que bebió anoche, después de un tiempo toma la forma de Brendon. va al baño a arreglarse mientras canta y ve como uno de sus brazos se convierte en un tentáculo, pero al golpearlo este vuelve a convertirse en el brazo de Brendon, luego llama un Uber y aparece de nuevo en el mismo club nocturno de anoche donde se repite el mismo ritual, esta vez visto desde la perspectiva de Brendon, intentando coquetear con una chica en el club, y después de que la saca a bailar, su brazo se convierte en un tentáculo y el vídeo termina mostrando los créditos al estilo de película antigua mientras se oyen los gritos de la mujer.

## Posicionamiento en listas y certificaciones
Listas semanales
| País           | Lista (2016)           | Mejor posición |
| -------------- | ---------------------- | -------------- |
| Estados Unidos | Bubbling Under Hot 100 | 6              |
| Estados Unidos | Digital Songs          | 46             |
| Estados Unidos | Rock Songs             | 10             |
| Estados Unidos | Rock Digital Songs     | 5              |
| Reino Unido    | UK Singles Chart       | 154            |
| Reino Unido    | UK Rock & Metal        | 1              |

### Certificaciones
| País           | Organismo certificador | Certificación | Ventas  | Ref.   |
| -------------- | ---------------------- | ------------- | ------- | ------ |
| Canadá         | Music Canada           | Oro           | 40 000  | [ 12 ] |
| Estados Unidos | RIAA                   | 2x Platino    | 2 000   | [ 13 ] |
| Reino Unido    | BPI                    | Oro           | 400 000 | [ 14 ] |